# Mutations du breton
 (décembre 2010).
Comme toutes les langues celtiques modernes, le breton connaît certains phénomènes d'altération orale, les mutations consonantiques et les adoucissements de liaisons, qui en font une langue très liée (par opposition par exemple au chinois, qui est une langue très « hachée »[Interprétation personnelle ?]).
Ainsi, le mot tad « père » devient ma zad « mon père », da dad « ton père ». De même, le mot penn « tête » devient ma fenn « ma tête », da benn « ta tête ».
Les mutations du breton ont plusieurs fonctions :
- les mutations de liaison; elles se produisent systématiquement après certains mots, appelés mutateurs (il en existe une centaine en breton)
- les mutations distinctives du genre; elles se produisent :
  - dans le substantif après l'article (en fonction de son genre et de sa pluralité) ainsi que dans l'adjectif épithète (sous certaines conditions)
  - après les possessifs de la troisième personne du singulier
- les mutations de reconnaissance : elles permettent d'identifier correctement les mots homonymes et sont indispensables à la compréhension de la phrase.

Mutations consonantiques

Ces mutations se répartissent en quatre grandes catégories, selon les transformations phonétiques qu'elles entraînent :
- les mutations adoucissantes (également appelées affaiblissement ou lénition),
- les mutations durcissantes (également appelées renforcement ou provection),
- les mutations spirantes (également appelées spirantisation)
- les mutations mixtes (qui comprennent trois adoucissantes et une durcissante ; également appelées léniprovection),

Notons que les mutations ne sont pas des sandhis, parce qu’elles ont une valeur syntaxique, tandis que les sandhis sont des phénomènes purement phonétiques[réf. nécessaire].
Le breton connaît également des sandhis, à savoir:
- les liaisons adoucissantes en fin de mot
- les consonnes durcies en finale absolue (fin de phrase, ...)
- les sandhis de durcissement (p. ex. : dek gwech « dix fois » se prononce fréquemment /deːkweʃ/, tud 'zo « il y a des gens » /tyːtso/).

Les sandhis du breton ne sont pas écrits, contrairement aux mutations.

## Les types de mutations
Les mutations consonantiques du breton peuvent se répartir en plusieurs types selon les phénomènes phonétiques qu'elles induisent.
Ce classement correspond aux mutations listées par les grammaires et qui sont régulièrement écrites. Il en existe d'autres, qui ne sont pas écrites (voir les mutations non écrites).
Ces mutations sont résumés dans le tableau ci-dessous :
| Consonne non mutée | Mutation adoucissante | Mutation spirante | Mutation durcissante | Mutation mixte |
| ------------------ | --------------------- | ----------------- | -------------------- | -------------- |
| p                  | b /b̥/                 | f /v̥/             |                      |                |
| t                  | d /d̥/                 | z /h/             |                      |                |
| k                  | g /ɡ̊/                 | c'h /x/           |                      |                |
| b                  | v                     |                   | p /p̎/                | v              |
| d                  | z                     |                   | t /t͈/                | t /t͈/          |
| g                  | c'h /ɣ/               |                   | k /k͈/                | c'h /ɣ/        |
| gw                 | w                     |                   | kw                   | w              |
| m                  | v                     |                   |                      | v              |

### Les mutations adoucissantes
Elles se nomment kemmadurioù dre vlotaat en breton et consistent en un adoucissement de consonnes dures en consonnes douces. Elle concerne huit consonnes :
- trois plosives non voisées (qui se voisent) : P/B, T/D et K/G
- trois plosives voisées (qui deviennent des fricatives) : B/V, D/Z et G/C'H (cas particulier : Gw/W)
- une nasale : M/V

Les mutations adoucissantes sont de loin les plus fréquentes en breton : elles se produisent dans les mutations distinctives du genre ainsi que dans la très grande majorité des mutations de liaison.
Exemple : bihan « petit » devient re vihan eo « il est trop petit ».
Ces mutations se produisent après :
- les mutateurs de liaison, au nombre d'une centaine, (holl, l'adverbe re, ...)
- l'article (sous conditions)
- les prépositions da, dre, a, war, dindan, eme, en ur, ...
- le pronom interrogatif pe
- les possessifs da, e,
- les particules verbales a, ne, na
- les numéraux daou et div
- la conjonction pa
- la forme réfléchie en em
- les pronoms hini et re pour les substantifs féminins,
- les pronoms nominaux

### Les mutations durcissantes
Elles se nomment kemmadurioù dre galetaat (lit. mutation par durcissement) en breton et consistent en un durcissement de consonnes douces en consonnes dures : B/P, D/T et G/K. Cela correspond à un dévoisement de ces consonnes.
Exemples : 
- daouarn « mains » devient ho taouarn « vos mains »,
- breur « frère » devient ho preur « votre frère »,
- bag « bateau » devient ez pag « dans ton bateau »

Ces mutations se produisent après :
- les possessifs ho, ez, da'z, az

### Les mutations spirantes
Les mutations spirantes (kemmadurioù dre c'hwezhañ en breton) transforment trois consonnes plosives non voisées en fricatives : P/F, T/Z et K/C'H.
Les mutations sont déclenchées par des pronoms possessifs.
Exemples :
- paotr «gars » devient ma faotr « mon gars »
- tad « père » devient he zad « son père » (à elle)

- ki « chien » devient o c'hi «leur chien »

Ces mutations se produisent également, selon les dialectes, après :
- les numéraux tri/teir, pevar/peder, nav
- les possessifs hon (en trégorrois uniquement), ma, em, he et o
- le jour Sul pour Pâques (Sul Fask, « le dimanche de Pâques »)

### Les mutations mixtes
Les mutations mixtes (kemmadurioù kemmesket en breton) rassemblent  trois mutations adoucissantes et une mutation durcissante : B/V, D/T, G/C'H (Gw/W) et M/V.
Exemple : mont « aller » devient emaon o vont da Vrest « Je suis en train d'aller à Brest »
Ces mutations se produisent après :
- les particules verbales e et o
- la conjonction ma

## Les fonctions des mutations
Les mutations consonantiques jouent un rôle dans la syntaxe et la grammaire du breton. Elles remplissent plusieurs fonctions.

### Les mutations de liaison
Elles se produisent systématiquement après certains mots, appelés mutateurs (il en existe une centaine en breton). Ce sont toujours des mutations adoucissantes.
Exemples :
- baraerien « boulangers » devient ar gwir varaerien « les vrais boulangers »
- tad (papa) devient da dad « ton père »
- mamm (maman) devient da vamm « ta mère »

### Les mutations distinctives du genre
Elles se produisent après l'article (ar, ur/un, ul) en fonction du genre et de la pluralité du substantif ainsi que dans l'adjectif après le nom (sous certaines conditions). Ce sont toujours des mutations adoucissantes.
- Un nom féminin singulier mute systématiquement.
- Au pluriel, seuls les noms masculins de personnes mutent (sauf les rares en -où comme tadoù).
- Derrière un substantif mutable, l'adjectif épithète mute (Les consonnes K, P, T, en début d'épithète, ne mutent que lorsque le nom qui précède finit par L, M, N, R, V ou une voyelle).

Tous les autres substantifs ne font que la seule mutation K/C'H (e.g : ki, « chien », devient ur c'hi), ce qui distingue le breton du gallois.
Exemples:
- paotr (« garçon, homme », masculin) : ur paotr brav « un beau gars » mais ar baotred vrav « les beaux gars »
- bro (« pays », féminin) : ar vro vihan « le petit pays » mais ar broioù bihan « les petits pays »
- tad et mamm : an tad-kozh « le grand-père » et ar vamm-gozh « la grand-mère »

Il existe des exceptions, ainsi plac'h, bien que féminin, ne mute pas, mais entraîne la mutation de l'épithète : ur plac'h vrav « une belle fille » mais ur verc'h vrav. « une belle fille » dérivé du synonyme merc'h.

### Les mutations de reconnaissance
Elles permettent d'identifier correctement les mots homonymes et sont indispensables à la compréhension de la phrase orale.
Ce sont généralement des mutations durcissantes, spirantes ou mixtes.
Exemples :
- e vreur « son frère (à lui) » mais he breur « son frère (à elle) »
- ho ti « votre maison »)= mais o zi « leur maison »

## Les mutations et l'écrit

### Les mutations écrites
En vieux-breton et en moyen-breton, il était extrêmement rare d'écrire les mutations consonantiques.
Mais lorsque les jésuites lancèrent de vastes campagne au XVIIe siècle; ils se virent dans l'obligation d'apprendre le breton. Ils étudièrent la langue et rédigèrent des grammaires. À cette occasion, ils introduisirent une innovation, l'écriture des mutations. Sont donc aujourd'hui écrits tad (père), ma zad (mon père), da dad (ton père), ...
Parfois (généralement pour les noms propres), on écrit la lettre mutée devant la lettre non mutée afin de faciliter la lecture. Exemple : Itron vMaria (« la vierge Marie ») se prononce /intron varia/.

### Les mutations non écrites
Cependant, certaines mutations ne sont pas écrites: CH/J, F/V, S/Z, C'H dur en C'H doux, ... Souvent les locuteurs ne se rendent d'ailleurs même pas compte de ces mutations...
On remarquera que ce sont principalement les mutations de fricatives en d'autre fricatives qui ne sont pas écrites.
Il s'agit en fait des mutations (relativement) nouvelles, ce qui explique pourquoi elles ne sont pas historiquement écrites. De plus, elles ne sont généralement pas employées en vannetais. Enfin, elles n'ont pas de caractère distinctif du genre et sont (relativement) automatiques pour les mots qu'elles affectent. En ce sens, elles peuvent être appelés sandhi plutôt que mutations. Elles ne sont pas systématiques en ce sens qu'elles n'affectent pas tous les mots commençant par f, s, ...
Par exemple, les mots ou verbes sellout, chom, ... sont affectés par ces sandhis chez la plupart des locuteurs.
Le lecteur pourra consulter la thèse de François Falc'hun, « Le système consonantique du breton » pour plus d'informations.

#### Lénitions non écrites

##### CH/J
Par exemple, Emaon o chom se prononce /(e)ˈmaɔ̃n(o)ʒɔmː/. Notons le phénomène inverse, qui n'est pas une mutation de l'initiale mais un sandhi final de liaison : Ne blij ket din se prononce /(ne)bliʃ‿keː(t)‿din/.
De même, <ch> est régulièrement prononcé /ʒ/ après da.

##### F/V
La mutation F/V se rencontre surtout en léonard, qui par ailleurs, connaît globalement plus de mutations que les autres dialectes.
Il est cependant assez courant de prononcer da fri /davri/ (« ton nez »)

##### S/Z
En liaison, s se voise fréquemment (surtout en Léon) en z : da sell(out) se prononce /dazél(oute)/.
Par contre, dans une grande partie du Trégor, et dans la moitié Est de la Cornouaille, le s initial de la plupart des mots se prononcent /z/ en situation normale. Un /z/ qui subit une mutation durcissante en /s/ (voir plus bas).

#### Mutations durcissantes non écrites
La mutation durcissante peut concerner également :
- le « s » prononcé /z/, le « f » prononcé /v/, qui mutent respectivement en /s/ et /f/ (« saout » /'zowt/ donnant « ho saout » /o'sowt/) ;
- « j » qui mute en « ch » (« ar journal » donnant « ho chournal ») ;
- les voyelles et « y » ;
- les lettres liquides « l », « m », « n » et « r » en /lh/, /mh/, /nh/ et /x/ (dans la moitié Sud-Est de la Cornouaille) ;

Ces mutations sont parfois écrites en rajoutant « -c'h » au mot provoquant la mutation (bien qu'écrire un simple « h » serait plus juste) : 
- « hoc'h levr » /o'lhewr/,
- « hoc'h mamm » (/o'mhãm/),
- « hoc'h rastell » (/o'xastəl/).

Elles concerne « ho » (votre) et quelquefois « he » (son, à elle).

#### Renforcement de mutations mixtes
On a un phénomène similaire après la particule « o » (ou « é »). En fait, ces mots ne se prononcent que par la mutation qu'ils provoquent. Le renforcement se fait après « l », « n », « r »... ou après le résultat d'une mutation mixte : « v » provenant de « b » ou de « m », et « c'h » doux provenant de « g ».
- « bale » : « o vale » /fa:lə/
- « mont » : « o vont » /fõn/ (devenant souvent /hõn/)
- « nijal » : « o nijal » /nhi:ʒəl/

## Les anciennes mutations nasalisantes
Le moyen-breton connaissait les mutations nasalisantes comme le gallois. Cependant, elles sont devenues extrêmement rares en breton moderne, au point d'avoir quasiment disparu.
Il reste la notable et exceptionnelle mutation de dor (« porte ») en an nor (« la porte »), la seule à être écrite, selon les normes du moins. Mais localement, d'autres mots vont voir la consonne d se
nasaliser après l'article : den (« personne ») dans an nen (« on »). Ceci est dû au fait que la nasalisation de d était l'une des plus fréquentes en moyen-breton.
La nasalisation de b se constate aussi pour « bennak(et) » (« quelque ») entendu /menak(ət)/ par exemple
Elle se retrouve également dans le nom de la commune Saint-Brandan en gallo qui a conservé la prononciation bretonne. Saint Mnan au lieu de saint Bedan.

## Mutations et dialectes
Dans certains dialectes du breton, en particulier en trégorrois ou en cornouaillais, certaines mutations ont changé. Ainsi, certaines mutations spirantes disparaissent et sont remplacées par des mutations adoucissantes. Il ne s'agit pas d'erreurs, mais bien d'une évolution de la langue bretonne au niveau local. On pourra ainsi entendre :
- ma dad (« mon père »), au lieu de ma zad
- ma benn (« ma tête »), au lieu de ma fenn

Il est difficile d'expliquer l'origine de ces changements. Les mutations adoucissantes étant de loin les plus fréquentes en breton, il est possible qu'elles prennent le pas sur les autres, plus complexes, notamment lorsque la compréhension n'en est pas directement affectée. 
Certaines mutations ne sont parfois plus réalisées, notamment lorsqu'il s'agit de mots peu ou plus usités :
- ar mevelien (« les valets »), alors que l'on attendrait plutôt ar vevelien